# Uromastyx geyri
Uromastyx geyri är en ödleart som beskrevs av Müller 1922. Uromastyx geyri ingår i släktet dabbagamer, och familjen agamer. Inga underarter finns listade i Catalogue of Life.
Arten förekommer i västra Sahara i Algeriet, Mali och Niger. Honor lägger ägg.

## Bildgalleri

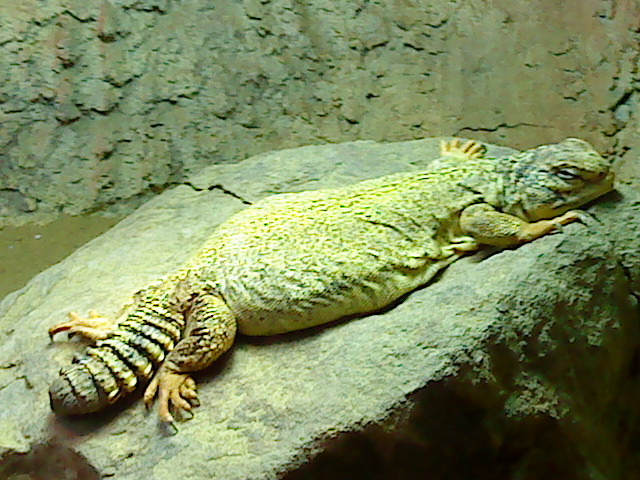